# Juan del Camino
Juan del Camino (Santander, Cantabria, España, c. 1497 – ibídem, 1578. Sus padres fueron García del Camino y María Gutiérrez de Ballegón. La familia Camino es conocida por ser una familia de hidalgo. Juan y su hermano Diego del Camino llegaron en México en el año de 1521 con Hernán Cortés. Después de la conquista de México, Juan se fue a Guadalajara, para tener un oficio en la Audiencia de Guadalajara. Diego Camino, se fue a Guatamala, a ser Gobernador de la Provincia de Guatamala.

## Traducción del Documento de las Armas de la Familia Camino
Armas para Juan del Camino

26 de junio de 1538

Por Orden de Su Majestad el Emperador Carlos V, Rey de Espana: Armas para D. Juan del Camino

Don Carlos et ? / por quanto vos Juan del Camino 
vo de la Villa de Guadalajara que es en la provincia de la nueva
galizia de las nrs yndias del mar oceano nos has hecho re
lacion que podrá aver más de quatorze años que pasastes a la dha provincia
y fuystes unos de los primeros pobladores della y andando
en la dicha conquista como maestre de campo del exercito y llevaba 
el capitan Christoval de barrios fuystes con el y le ayudastes a con
quistar la provincia donde esta agora asentada la villa de san
tiago de los Valles e entrastes en un peñol que los yndios della
tenían como fortaleza con una espada y una rrodela y con la gen
te que llevastes como tal maestre de campo ganastes el dicho 
peñol y hechastes fuera del los indios que ally estavan y os 
allastes ansy mismo en las conquistas de otros pueblos de
la governación de la dicha provincia en todo lo qual nos 
servistes con quatro cavallos e vras armas todo a vra costa e
misión en lo qual pasastes muchos peligros e trabajos
hambres e necesidades poniendo vra persona a riesgo
de muerte e nos suplicastes e pedistes por mediod que en
remuneración de los dichos vros servicios e porque
de vos e dellos quede memoria vos mandasemos dar yse
armas un escudo hecho dos partes que en el primero del 
éste un peñol alto y encima del un hombre armado con una
espada y una rodela en las manos en campo colorado y en
la otra parte un león pardo puesto en salto en campo de la 
mitad de medio arriba de oro y la mitad de medio abajo
azul y por orla ocho armiños negros en campo de plata y 
por timble un yelmo cerrado y encima del un rrollo torcido
del qual salga un medio leon con una espada en las manos en
sus trascoles y dependencias a follajes de azul y oro de más de 
las armas que vos dezis que teneis de vro linaje o como la 
nra md fuese. e nos acatando los dichos vros sevicios
e porque de vos y dellos quede memoria de vos y vuestros
descendientes seays mas honrrados por la presente vos hazemos md
y queremos y mandamos que podais traer y tener por vuestras
armas conoscidas las dhas armas de que de su uso se haze mención
en un escudo a tal como este ?????? que aquí va 
figurado y pintado las quales vos damos por vuestras armas
conocidas y queremos y es nuestra md e voluntad que vos e
vuestros hijos e descendientes dellos e de cada uno dellos
los ayáis y tengáis y podáis traer y poner en vuestros
reposteros y casas y en los de cada uno de los dhos vuestros
hijos e descendientes y en las otras partes y lugares
que vos e ellos quisieredes e por bien lo vie-
redes e por esta nuestra carta por su treslado signado
de escrivano público encargamos al yllustrisimo príncipe
don Felipe nuestro muy caro e muy amado nieto
e hijo i mandamos a los ynfantes nuestros muy caros hijos e hermanos
e a los perlados duques, marqueses, condes y ricos como maestres
de la órdenes priores, comendadores, subcomenadadores, alcades de los cas
tillos y casas fuertes e llanas e a los del nuestro consejo alcaldes, aguaciles de la nuestra casa e corte e chancillerias y a todos los concejos, corregidores, asistentes gobernadores, alcaldes, aguaciles, merinos, prebostes, beynte cuatro ??????? jurados, caballeros, escuderos, officiales e homos buenos de todas las cibdades villas y lugares de los dhos nuestros reynos y señorios e de las dhas yndias, yslas e tyerra firme, el mar oceano así a los que agora son como a los que serán de aquí adelante e acada uno e qualquier dellos en sus lugares e jurisdiciones que los guarden e cumplan e hagán guardar e cumplir a vos e a los
dhos vuestros hijos e descendientes dellos e de cada uno dellos la
dha md que ansy vos hazemos de las dichas armas que las ayan e tengán
por vuestras armas conoscidas e vos las dexen como tales poner y traer
a vos e a los dichos vuestros hijos e descendientes dellos e de cada uno dellos
y que en ello ni en parte dello embargo ni contrario alguno vos no pongán 
ni consientan poner en tiempo alguno ni por alguna maña so pena de 
la ntra md e de diez mill mrs para la ntra cam a cada uno que lo contrario hi
ziere dado en la villa de valladolid a XXVI días del mes de junio año del 
nascimiento de nuestro salvador Jesu Xpo de mill e quinientos e treynta e ocho años.
.
Yo, el Emperador

Yo, la Reyna 
Yo, Juan Bázquez de Molina, secretario de sus cesarea y cathólicas
magestades la fize excrebir por su mandado 
Yo, el conde don García Manrrique 
Yo, el doctor Beltrán 
Yo, licienciatus Juárez de Caravajal 
Yo, el doctor bernal 
Yo, el licenciado Juan-Gutierre Velázquez

Firmado oficialmente, el 23 de junio de 1538 en Valladolid, Castilla.

## Escudo de Armas

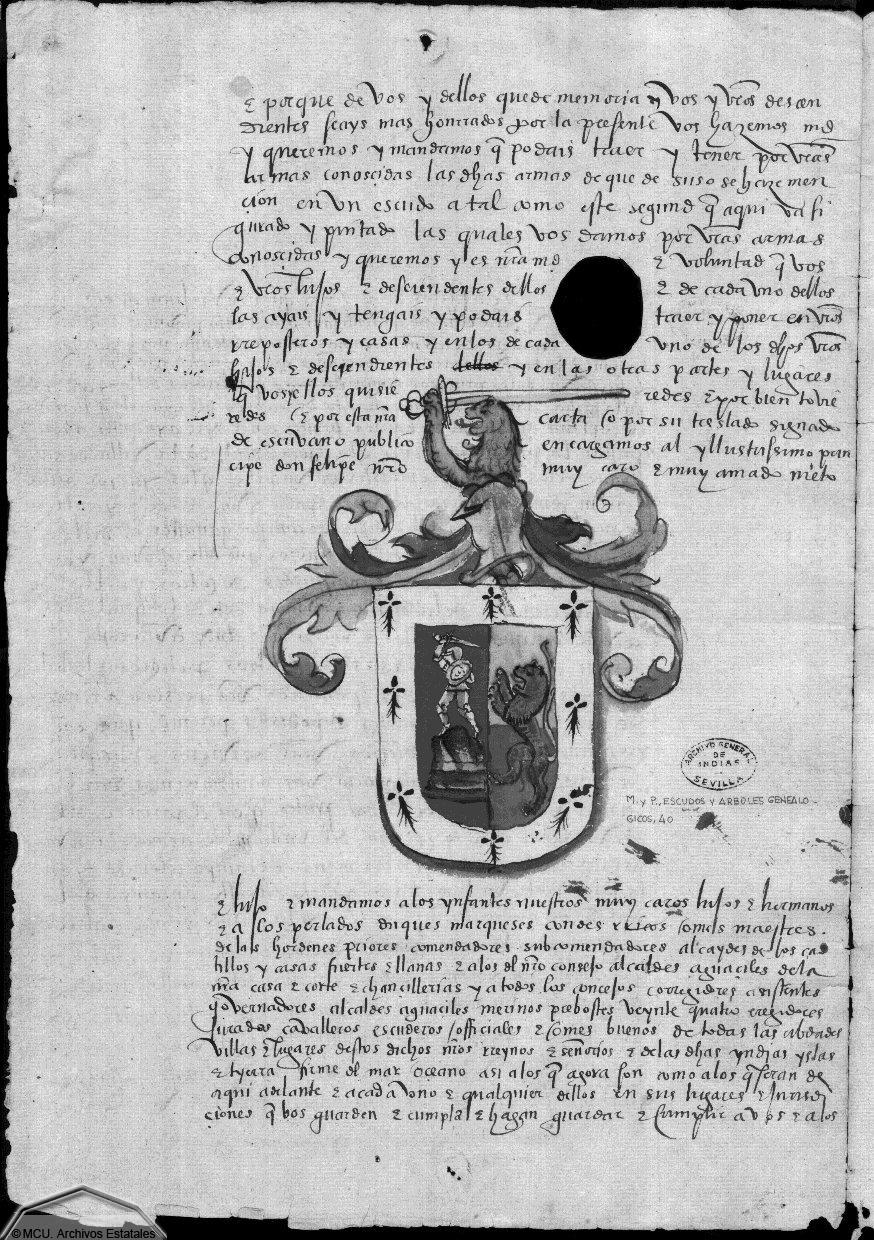
Escudo de la familia Camino.

El 6 de junio del año de 1538, Juan del Camino, recibió un escudo de armas, por orden del Emperador Carlos V. Real Provisión a Juan del Camino, vecino de Guadalajara, concediéndole un escudo de armas por sus servicios como poblador de Nueva Galicia, y maestre de campo en el ejército de Cristóbal de Barrios. Fue creado en Valladolid, el 26 de junio de 1538.

## Descendencia
La familia tiene dos ramas mayores, las ramas de Guadalajara; la línea menor, y Fresnillo; la línea mayor. De allí, se crieron otras ramas más pequeñas. Approximamente hay 5 ramas en total. La rama pequeña de Huanusco, son los herederos de Juan del Camino, hoy en día. Un descendiente, muy notable fue D. Mariano del Camino, (1853-1916). Quien fue el fundador de la rama de Huanusco que se separó de la línea de Calvillo. También fue el Hacendado de la Hacienda de la Luz en Huanusco, Zacatecas.